# FK Sakalas Šiauliai
FK Sakalas Šiauliai war ein litauischer Fußballverein aus Šiauliai. Bis 2000 trug er den Namen FK Klevas Šiauliai. Er nahm von 2001 bis 2003 an der A Lyga teil. Nach dem Abstieg wurde der Verein aufgelöst.

## Geschichte
- Gegründet 1994 (FK Klevas Šiauliai).
- Ab 2001 Sakalas Šiauliai.
- Aufgelöst 2003.

## Erfolge
- Litauische 1 Lyga 1. Platz (1): 1996/97.

## Statistik (2001–2003)
| Saisons | Div. | Liga   | Platz | @     |
| ------- | ---- | ------ | ----- | ----- |
| 2001    | 1.   | A lyga | 8.    | [ 1 ] |
| 2002    | 1.   | A lyga | 7.    | [ 2 ] |
| 2003    | 1.   | A lyga | 8.    | [ 3 ] |

## Trainer
- Romualdas Lavrinavičius 2001–2003